# Gran Premi dels Estats Units
|  | Aquest article tracta sobre Fórmula 1. Si cerqueu informació sobre motociclisme, vegeu «Gran Premi dels Estats Units de motociclisme». |

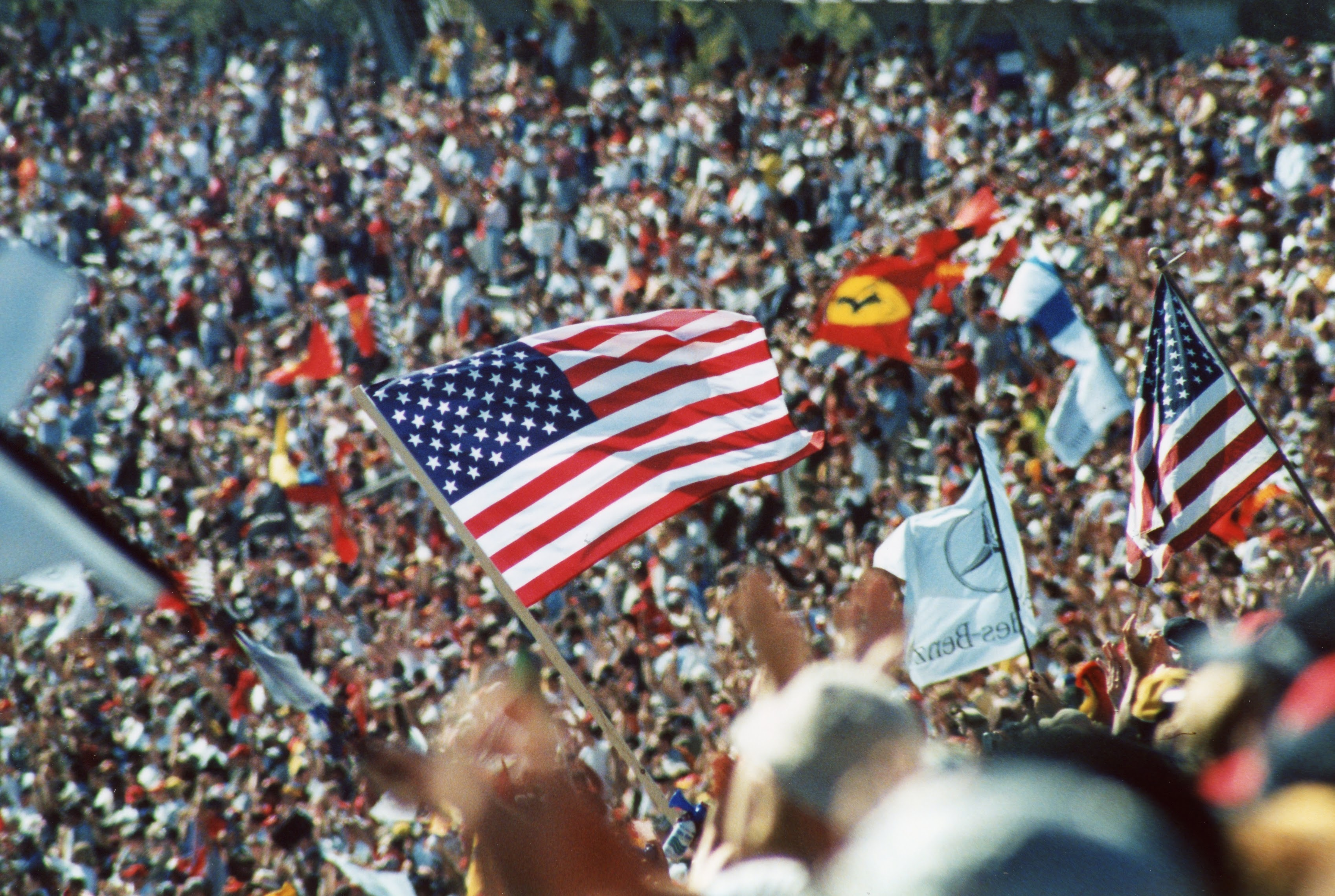
El públic del Gran Premi dels Estats Units a Indianàpolis ha arribat a passar de les 200.000 persones

El Gran Premi dels Estats Units és una competició automobilística puntuable pel campionat de Fórmula 1 que s'ha disputat en diverses localitzacions des de la temporada 1959. Als seus orígens va formar part del campionat dels Estats Units.

## Història
Als primers anys de la Fórmula 1 es considerava que la cursa de Indianapolis 500 formava part del campionat. Aquest fet, però, amb l'excepció d'Alberto Ascari el 1952, no va aconseguir una participació regular dels pilots europeus de la Fórmula 1 a aquesta competició.

### American Grand Prize
Entre els anys 1908 i 1916 es diputava el Gran Premi dels Estats Units i la cursa s'anomenava American Grand Prize.

### Sebring
A la temporada 1959 es va organitzar el primer Gran Premi dels Estats Units de Fórmula 1 en un circuit urbà pels carrers de Sebring, a Florida al desembre de 1959 i era l'última cursa de la temporada. A pesar de l'excitant final de la competició amb Jack Brabham empenyent el seu cotxe sense combustible per poder arribar a puntuar i així guanyar el campionat del món de pilots, l'espectacle no va produir els guanys esperats.

### Riverside
La cursa es va traslladar a Califòrnia a l'any següent, on al circuit de Riverside, Stirling Moss amb un cotxe privat va aconseguir la victòria. Altra vegada però, la competició fou poc seguida pels espectadors.

### Watkins Glen
El 1961, la competició va esdevenir un èxit a Watkins Glen, Nova York, ja que hi existia ja públic que anava a veure les curses automobilístiques.
Aquesta va ser la seu de les curses de la F1 al llarg de 20 anys. Aquest circuit però, tenia problemes de seguretat pels pilots, tant que l'any 1973 el pilot François Cevert va perdre la vida a causa d'un greu accident i un any després, el 1974 Helmuth Koinigg
va morir també al xocar amb les proteccions de la pista.

### Dallas
La cursa a Las Vegas només es va disputar en dues ocasions, i es van realitzar plans per crear un Gran Premi de Nova York pel 1983, però aquests plans no es van poder portar a terme. El 1984 la cursa de Long Beach va sortir del calendari i es va intentar organitzar una cursa a Dallas, Texas. Al no poder-se realitzar, Detroit va ser l'única cursa de F1 que es va disputar als EUA durant cinc anys.

### Phoenix
Després, al llarg de tres anys la cursa es va disputar al Circuit de Phoenix amb molt èxit comercial però va ser eliminada el 1991 quan Mika Häkkinen va patir un greu accident a la pista. Aquest accident va provocar que aquesta seu també fos eliminada del calendari, tot i que era un circuit on era difícil tenir un accident fatal, ja que totes les corbes eren lentes.

### Indianapolis

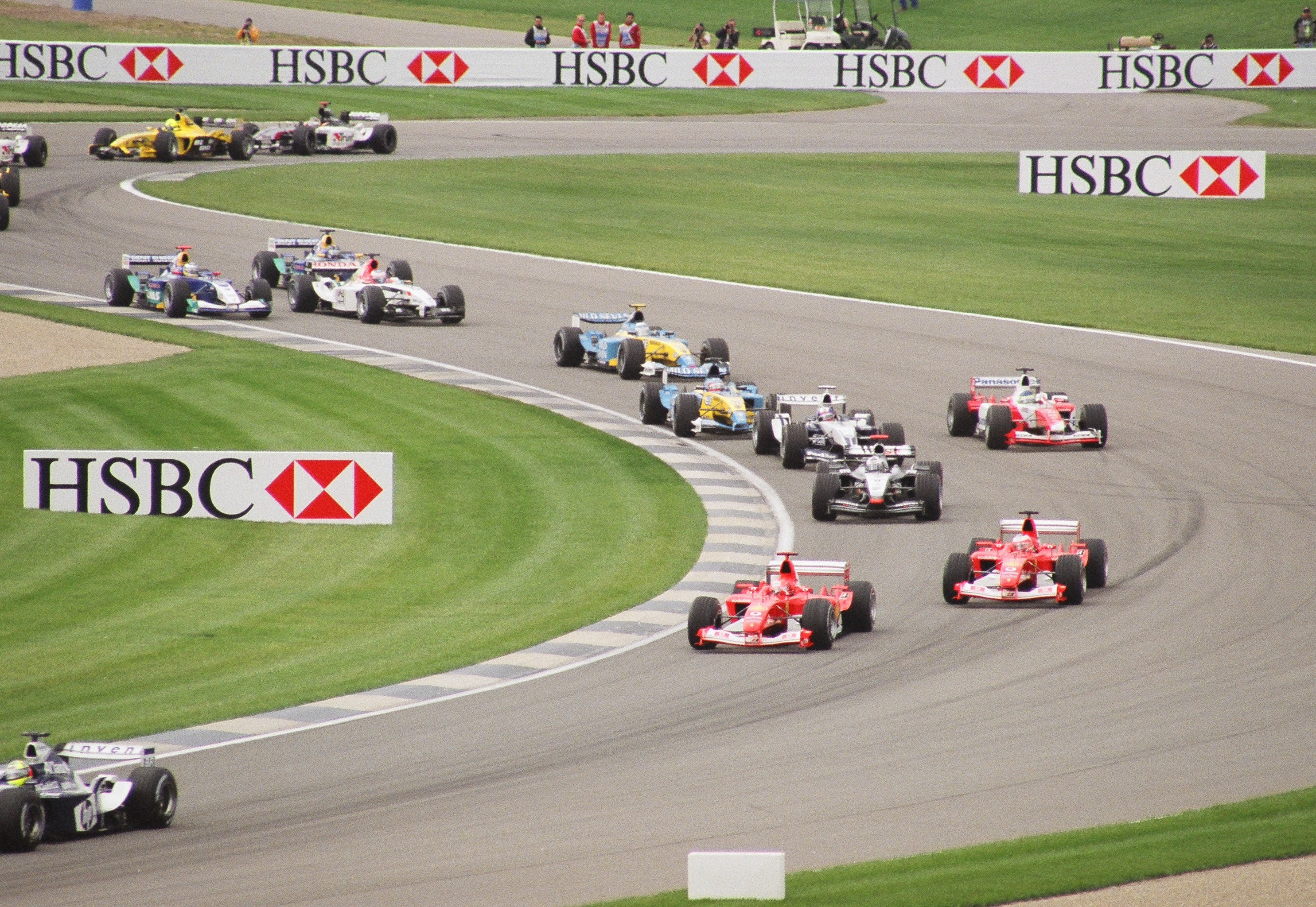
Circuit d'Indianapolis, Gran Premi dels Estats Units de 2003

No va ser fins a l'any 2000 que es va tornar a disputar el Gran Premi dels Estats Units, aquesta vegada al llegendari Circuit d'Indianàpolis. El circuit de Fórmula 1 utilitza una recta i una revolta de l'oval utilitzat als campionats nord-americans, circulant en el sentit de les agulles del rellotge. Al Gran Premi dels Estats Units de 2000 van assistir-hi prop de 225.000 espectadors, que és probablement el més alt nombre de públic per una cursa de Fórmula 1.
El 2001, la cursa es va disputar menys de tres setmanes després de l'atemptat de l'11 de setembre, i molts equips i pilots van fer un homenatge especial als Estats Units en les decoracions dels seus cotxes i cascs.
L'any 2005 problemes amb els pneumàtics Michelin van portar a 7 equips a retirar-se de la cursa després de la volta de formació. Només 6 cotxes (que utilitzaven pneumàtics Bridgestone) van competir a una cursa que molts van considerar una farsa.

### Austin
La Fórmula 1 va tornar als Estats Units l'any 2012. La 19a prova del campionat es va celebrar al Circuit d'Austin.

## Guanyadors del Gran Premi dels Estats Units
Els anys que no són vàlids pel campionat del món de Fórmula 1 tenen un fons de color.
| Any        | Pilot                        | Equip              | Circuit           | Resultats         |
| ---------- | ---------------------------- | ------------------ | ----------------- | ----------------- |
| 2020       | -                            | -                  | Austin            | Resultats         |
| 2019       | -                            | -                  | Austin            | Resultats         |
| 2018       | Kimi Räikkönen               | Ferrari            | Austin            | Resultats         |
| 2017       | Lewis Hamilton               | Mercedes           | Austin            | Resultats         |
| 2016       | Lewis Hamilton               | Mercedes           | Austin            | Resultats         |
| 2015       | Lewis Hamilton               | Mercedes           | Austin            | Resultats         |
| 2014       | Lewis Hamilton               | Mercedes           | Austin            | Resultats         |
| 2013       | Sebastian Vettel             | Red Bull- Renault  | Austin            | Resultats         |
| 2012       | Lewis Hamilton               | McLaren-Mercedes   | Austin            | Resultats         |
| 2008 -2011 | No es va disputar            | No es va disputar  | No es va disputar | No es va disputar |
| 2007       | Lewis Hamilton               | McLaren-Mercedes   | Indianapolis      | Resultats         |
| 2006       | Michael Schumacher           | Ferrari            | Indianapolis      | Resultats         |
| 2005       | Michael Schumacher           | Ferrari            | Indianapolis      | Resultats         |
| 2004       | Michael Schumacher           | Ferrari            | Indianapolis      | Resultats         |
| 2003       | Michael Schumacher           | Ferrari            | Indianapolis      | Resultats         |
| 2002       | Rubens Barrichello           | Ferrari            | Indianapolis      | Resultats         |
| 2001       | Mika Häkkinen                | McLaren-Mercedes   | Indianapolis      | Resultats         |
| 2000       | Michael Schumacher           | Ferrari            | Indianapolis      | Resultats         |
| 1992 -99   | No es va disputar            | No es va disputar  | No es va disputar | No es va disputar |
| 1991       | Ayrton Senna                 | McLaren-Honda      | Phoenix           | Resultats         |
| 1990       | Ayrton Senna                 | McLaren - Honda    | Phoenix           | Resultats         |
| 1989       | Alain Prost                  | McLaren - Honda    | Phoenix           | Resultats         |
| 1985 -88   | No es va disputar            | No es va disputar  | No es va disputar | No es va disputar |
| 1984       | Keke Rosberg                 | Williams - Honda   | Dallas            | Resultats         |
| 1981 -83   | No es va disputar            | No es va disputar  | No es va disputar | No es va disputar |
| 1980       | Alan Jones                   | Williams - Ford    | Watkins Glen      | Resultats         |
| 1979       | Gilles Villeneuve            | Ferrari            | Watkins Glen      | Resultats         |
| 1978       | Carlos Reutemann             | Ferrari            | Watkins Glen      | Resultats         |
| 1977       | James Hunt                   | McLaren - Ford     | Watkins Glen      | Resultats         |
| 1976       | James Hunt                   | McLaren - Ford     | Watkins Glen      | Resultats         |
| 1975       | Niki Lauda                   | Ferrari            | Watkins Glen      | Resultats         |
| 1974       | Carlos Reutemann             | Brabham - Ford     | Watkins Glen      | Resultats         |
| 1973       | Ronnie Peterson              | Lotus - Ford       | Watkins Glen      | Resultats         |
| 1972       | Jackie Stewart               | Tyrrell - Ford     | Watkins Glen      | Resultats         |
| 1971       | François Cevert              | Tyrrell - Ford     | Watkins Glen      | Resultats         |
| 1970       | Emerson Fittipaldi           | Lotus - Ford       | Watkins Glen      | Resultats         |
| 1969       | Jochen Rindt                 | Lotus - Ford       | Watkins Glen      | Resultats         |
| 1968       | Jackie Stewart               | Matra - Ford       | Watkins Glen      | Resultats         |
| 1967       | Jim Clark                    | Lotus - Ford       | Watkins Glen      | Resultats         |
| 1966       | Jim Clark                    | Lotus - BRM        | Watkins Glen      | Resultats         |
| 1965       | Graham Hill                  | BRM                | Watkins Glen      | Resultats         |
| 1964       | Graham Hill                  | BRM                | Watkins Glen      | Resultats         |
| 1963       | Graham Hill                  | BRM                | Watkins Glen      | Resultats         |
| 1962       | Jim Clark                    | Lotus - Climax     | Watkins Glen      | Resultats         |
| 1961       | Innes Ireland                | Lotus - Climax     | Watkins Glen      | Resultats         |
| 1960       | Stirling Moss                | Lotus - Climax     | Riverside         | Resultats         |
| 1959       | Bruce McLaren                | Cooper - Climax    | Sebring           | Resultats         |
| 1958       | Chuck Daigh                  | Scarab - Chevrolet | Riverside         | Resultats         |
| 1917 -57   | No es va disputar            | No es va disputar  | No es va disputar | No es va disputar |
| 1916       | Howdy Wilcox / Johnny Aitken | Peugeot            | Santa Monica      | Resultats         |
| 1915       | Dario Resta                  | Peugeot            | San Francisco     | Resultats         |
| 1914       | Eddie Pullen                 | Mercer             | Santa Monica      | Resultats         |
| 1913       | No es va disputar            | No es va disputar  | No es va disputar | No es va disputar |
| 1912       | Caleb Bragg                  | Fiat               | Milwaukee         | Resultats         |
| 1911       | David L. Bruce-Brown         | Fiat               | Savannah          | Resultats         |
| 1910       | David L. Bruce-Brown         | Benz               | Savannah          | Resultats         |
| 1909       | No es va disputar            | No es va disputar  | No es va disputar | No es va disputar |
| 1908       | Louis Wagner                 | Fiat               | Savannah          | Resultats         |